# Maya Pedersenová-Bieriová
Maya Pedersenová-Bieriová (narozena 27. listopadu 1972 ve Spiezu) je bývalá švýcarsko-norská skeletonistka. Je držitelkou zlaté olympijské medaile z her v Turíně, jež se konaly roku 2006. Krom toho je dvojnásobnou mistryní světa (2001, 2005). V roce 2010 ukončila závodní kariéru, ale znovu se ke skeletonu vrátila v roce 2016, ve 43 letech, ovšem jako reprezentantka Norska, země svého manžela a trenéra Snorre Pedersena. Stala se tak nejstarší skeletonistkou, která kdy nastoupila k závodu Světového poháru. Již se ovšem nikdy nevrátila mezi světovou špičku.